# Úhlopříčka

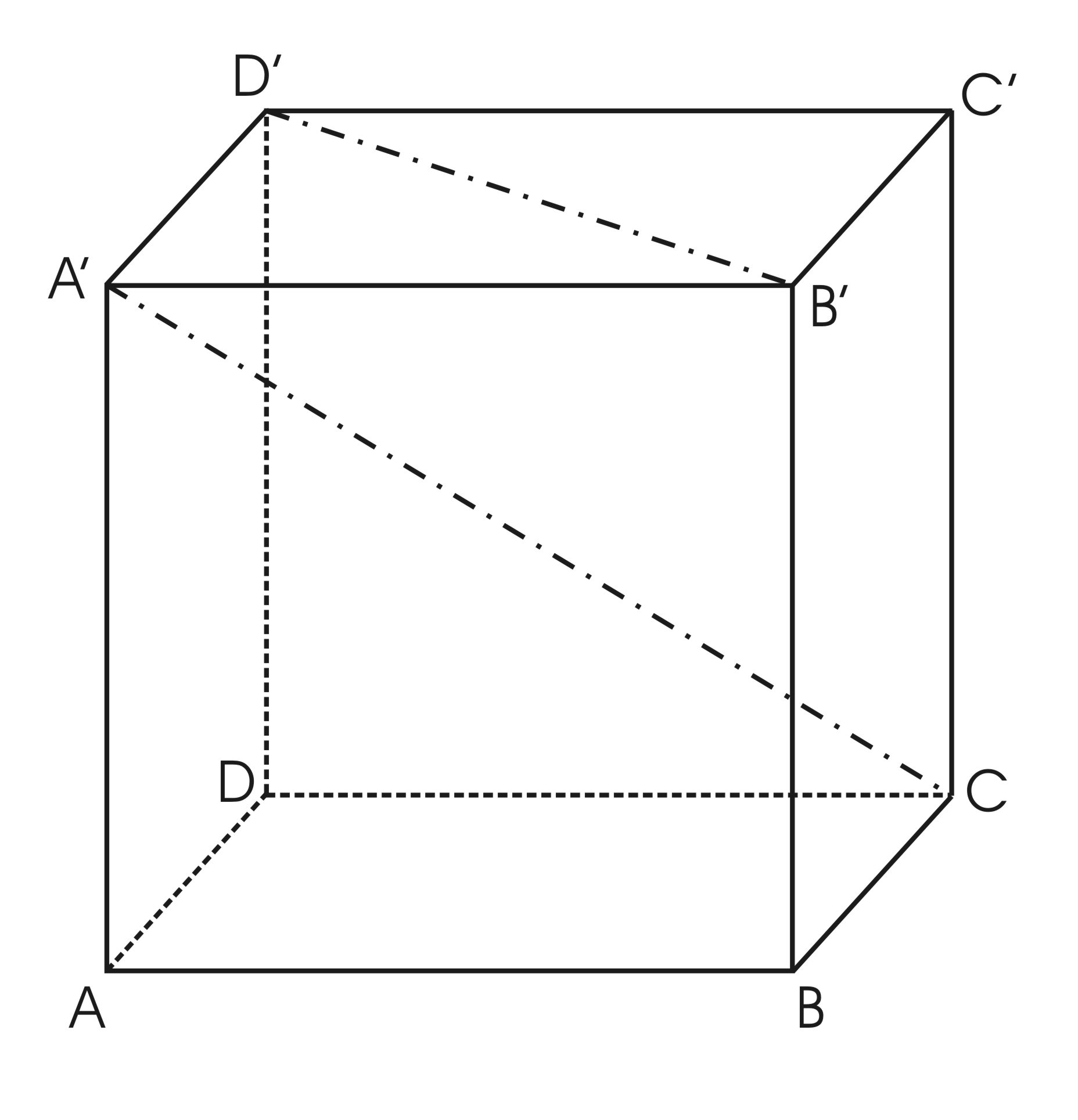
Úhlopříčky mnohostěnu: tělesová a stěnová

Úhlopříčka (též diagonála) je úsečka, která spojuje dva různé nesousední vrcholy mnohoúhelníka nebo mnohostěnu.

## Mnohoúhelník

9 diagonál v šestiúhelníku

Počet úhlopříček v mnohoúhelníku je možno vypočítat podle vzorce: {\displaystyle {\frac {n\cdot (n-3)}{2}}}, kde n je počet vrcholů mnohoúhelníku (větší než 3).
Délka úhlopříčky se často dá spočítat pomocí Pythagorovy věty, obecně pomocí kosinové věty.
Pomocí úhlopříček lze určit, zda je mnohoúhelník konvexní či nekonvexní. Pokud všechny body úhlopříček náleží mnohoúhelníku, je mnohoúhelník konvexní, pokud ne, je nekonvexní.

## Mnohostěn
Rozlišují se:
- úhlopříčka tělesová – prochází vnitřkem tělesa: A' – C
- úhlopříčka stěnová – leží v některé stěně mnohoúhelníku: B' – D'

Čtyřstěn nemá žádnou úhlopříčku.
Pětistěn má jen stěnové úhlopříčky.
Jehlan nemá tělesovou úhlopříčku, stěnové může mít jen v podstavě.
Z každého vrcholu čtyřbokého hranolu vychází jedna tělesová úhlopříčka.

## Velikost úhlopříčky displeje
Velikost úhlopříčky se tradičně používá jako údaj o velikosti displeje (obrazovky, monitoru). Udává se zpravidla v palcích. Velikost úhlopříčky nemusí být úměrná velikosti zobrazované plochy, neb nerozlišuje poměr stran monitoru.